# POWER4
POWER4 — мікропроцесор компанії IBM, який виконує команди архітектури PowerPC і є продовженням серії POWER. Випущений в 2001 р., містить два ядра PowerPC.
Обидва ядра 64-бітові, ґрунтуються на архітектурі PowerPC AS, і використовують загальний кеш II рівня, який поділений на 3 частини. Присутній також контролер кешу III рівня.
Суперскалярна архітектура дозволяє процесору виконувати команди на 8 виконавчих пристроях.
Мікропроцесор примітний тим, що став першим пристроєм, що містив два ядра на одній підкладці. Більш того, вперше були випущені модулі, що містили чотири мікропроцесора.
На зміну POWER4 поступово приходить POWER5.